# Exarchat de Géorgie
L'exarchat de Géorgie, aussi appelé exarchat de Géorgie-Iméréthie puis exarchat du Caucase, est une subdivision religieuse du patriarcat de Moscou et de toutes les Russies ayant existé entre 1811 et 1917. Fondée après l'abolition du catholicossat-patriarcat de toute la Géorgie, l'entité disparaît en 1917 après la révolution russe et la déclaration d'autocéphalie de l'Église orthodoxe géorgienne. Aujourd'hui, son héritage de russification est toujours visible dans les dommages causés sur plusieurs peintures murales d'églises, mais est également perçu comme l'un des facteurs des séparatismes actuels ossète et abkhaze.

## Contexte

### L'Église orthodoxe géorgienne

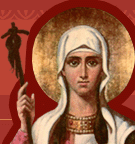
Sainte Nino est considérée comme l'évangélisatrice de Géorgie

La Géorgie est considérée comme étant la troisième nation, juste après le royaume d'Arménie et le royaume d'Aksoum, à avoir établi le Christianisme comme religion d'État, avec la conversion du roi Mirvan III d'Ibérie en 326. Jusqu'au Ve siècle, la chrétienté géorgienne dépend du patriarcat de Constantinople[Information douteuse], mais durant les années 460, le roi Vakhtang Ier parvient à établir un Catholicossat d'Ibérie autocéphale, statut progressivement reconnu par Antioche, puis Constantinople. Au fil des siècles, l'Église géorgienne connaît plusieurs difficultés, telles que les incessantes guerres entre les pays géorgiens et les Arabes qui, tout comme les Perses, infligent des obstacles à la progression de l'Orthodoxie dans le Caucase.
Au début du XIe siècle, les territoires géorgiens sont unifiés sous le sceptre unique du royaume de Géorgie et le Catholicossat-Patriarcat de toute la Géorgie est par la même occasion instauré. Cette nouvelle période de l'histoire géorgienne se caractérise par une influence grandissante de l'Église dans le pouvoir royal. En 1105, un Concile est organisé à Rouissi-Ourbinissi pour réformer l'entité et mettre un terme à la corruption des autorités religieuses. Au temps de Tamar la Grande (l'« Âge d'Or » de l'histoire de la Géorgie), les religieux occupent d'importantes fonctions aux plus hauts niveaux du système parlementaire royal, situation demeurant jusqu'à l'invasion de la Géorgie par les Mongols dans les années 1240.
Quand la Géorgie commence à se diviser en plusieurs royaumes et principautés à partir de la fin du XIIIe siècle, l'Église orthodoxe géorgienne occupe un rôle important dans la préservation des liens culturels entre les différents États. Ainsi, malgré l'indépendance politique de certaines régions, telles que l'Abkhazie, la Svanétie ou encore l'Iméréthie, tous ces territoires se retrouvent liés au centre religieux de Mtskheta. Ainsi, jusqu'au XIXe siècle, tous les pays géorgiens parviendront à rester unis directement ou indirectement grâce aux liens religieux.

### L'annexion géorgienne par la Russie
À partir du XVIe siècle, la Géorgie doit subir plusieurs invasions de ses voisins musulmans. Au cours des siècles suivants, la région est divisée en sphères d'influence ottomane (Géorgie occidentale) et séfévide (Géorgie orientale). Cette division rencontre malgré tout une importante opposition des différents pouvoirs royaux et de la population chrétienne locale, ce qui mène à plusieurs guerres dévastatrices entre les forces musulmanes et les Géorgiens chrétiens. Toutefois, durant la seconde moitié du XVIIIe siècle, la Géorgie orientale parvient à s'unir sous le sceptre d'Héraclius II qui passe une grande partie de son règne à lutter contre les envahisseurs du sud tout en entretenant des négociations avec la Russie impériale.
Ces négociations s'achèvent avec la signature du Traité de Guiorguievsk en 1783, mettant le royaume de Kartl-Kakhétie sous protectorat russe. Cet accord garantissait une protection militaire russe contre tout envahisseur tout en préservant l'indépendance géorgienne. Toutefois, le traité est violé en 1801, à la mort du roi Georges XII, dont l'héritier n'est pas confirmé sur le trône et le royaume annexé à l'empire russe.
D'une manière éphémère, la noblesse géorgienne sera contrainte d'accepter l'annexion russe. Mais dès 1802, plusieurs révoltes se déroulent à travers la Géorgie. En 1802, une conspiration est déjouée en Kakhétie, tandis qu'une rébellion est défaite dans le nord du Karthli en 1804. Ces évènements causent des problèmes aux autorités russes, qui cherchent à étendre leur domination sur la totalité du Caucase et changent désormais leur politique vis-à-vis de la région. Moscou décide alors d'attaquer l'identité nationale géorgienne, fondée sur le Christianisme, pour éviter d'autres révoltes.

## Histoire

### Une autorité anti-géorgienne
En 1811, sous l'ordre de l'empereur Alexandre Ier de Russie qui utilisait le prétexte de réorganiser l'entité transcaucasienne, l'Église orthodoxe géorgienne perd son autocéphalie en étant intégrée au Saint-Synode du patriarcat de Moscou et de toutes les Russies, tandis que la distinction de Catholicos-Patriarche est abolie et remplacée par celle d'exarque. Le dernier primat géorgien, Anton II, est emmené à Saint-Pétersbourg à la suite d'une invitation du Conseil du Saint-Synode pour y être capturé et exilé à Iaroslavl. Le premier exarque nommé par la Russie est Varlam Eristavi, qui, étant d'origine géorgienne, contribue à une incorporation plus simple de l'ancienne Église au sein du Patriarcat russe.
Varlam Eristavi participe grandement à la russification de la chrétienté géorgienne. Sous son autorité, les domaines de l'Église sont abolis et les salaires des prêtres sont transférés au Saint-Synode. De plus, les nobles et paysans jadis sous domination patriarcale se voient contraints à payer des impôts à la Russie. Les treize éparchies de Géorgie orientale sont également remplacées par seulement deux éparchies. En 1814, il parvient à abolir le catholicossat d'Abkhazie, intègre la Géorgie occidentale au nouvel exarchat de Géorgie-Iméréthie et en 1815, il étend son autorité sur les principautés autonomes de Gourie et de Mingrélie. Eristavi sera remplacé en 1817 par un Russe, Teopilakte Roussanov (1817-1821). Tous ses successeurs seront également ethniquement russes.

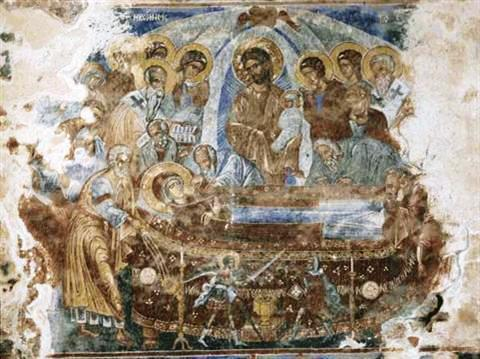
Plusieurs fresques religieuses furent blanchies dans la politique de russification.

La politique de russification des autorités russes s'accentue de plus en plus à travers les années. Nicolas Ier ira même jusqu'à ordonner le blanchissement des fresques et autres œuvres murales dans les églises géorgiennes. Plusieurs fresques représentant l'histoire de la Géorgie, aussi bien que des épisodes bibliques seront ainsi perdus sous plusieurs couches de peinture blanche. L'exarchat de Géorgie changera la langue liturgique du géorgien traditionnel en slavon, à l'instar de la tradition russe ; cependant, les populations résistant à cet aspect de la russification, c'est surtout le remplacement des mélodies traditionnelles géorgiennes par le chant à quatre voix de l'usage russe moderne qui contribuera à un effacement de la culture liturgique locale. Un hiéromoine, Euthyme Keressélidzé (1865-1944), a été canonisé par l'Église de Géorgie pour avoir permis la conservation écrite des mélodies géorgiennes canoniques. Jusqu'aux années 2000, l'ancienne cathédrale patriarcale de Sion hébergeait un chœur qui chantait des mélodies calquées sur l'usage russe.
Toutes ces activités rencontreront un mécontentement national des Géorgiens. Le mouvement nationaliste Tergdaleoulni sera l'une des plus importantes critiques à la russification de l'Église géorgienne. Un scandale éclata en 1886 quand le prêtre Tchoudetski fut assassiné par un étudiant géorgien, Iosseb Laghiachvili. En réponse au meurtre, l'exarque Pavel Lebedev (1882-1887) maudit publiquement la nation géorgienne durant les funérailles du prêtre, dans la cathédrale de Sion. Cette réaction entraîna la colère de certaines personnalités publiques, telles que l'écrivain libéral Dimitri Kipiani, qui demanda formellement le limogeage de l'exarque.

Une autre méthode pour diminuer la présence géorgienne était l'augmentation de l'influence des minorités caucasiennes présentes en Géorgie au sein de l'autorité religieuse. Ioann Vostorgov, chef de la chancellerie de l'exarchat au début du XXe siècle, est à l'origine de cette politique. Il encouragea les minorités ossète et abkhaze à conduire leurs chants liturgiques en russe ou dans leur langue respective, qui n'avait pourtant pas de tradition historiquement religieuse. De plus, d'autres régions, telles que la Mingrélie ou la Svanétie, se voient interdites de pratiquer des cérémonies chrétiennes en géorgien propre, tout en étant encouragées de pratiquer lesdites cérémonies en dialectes locaux. Au sujet des Ossètes de Géorgie, le scientifique russe Nikoloz Dournovo (1870-1937) a déclaré : 
« Des Ossètes résident dans le district de Gori et ont conduit leur liturgie en langue géorgienne pendant une très longue période. La majorité d'entre eux ont une forte expérience du géorgien. Pour diviser et séparer les Ossètes des Géorgiens, les exarques ont initié une liturgie en ossète dans 50 à 60 églises, emmenant de sérieux dommages à la langue géorgienne et incitant les paroissiens à ne pas aller à l'église. »

### La restauration de l'autocéphalie de l'Église géorgienne
La domination russe en Géorgie rencontre de grandes difficultés à partir du XXe siècle. Les idées socialistes venant de Russie propre et d'Europe deviennent de plus en plus répandues à travers le Caucase et d'importantes manifestations anti-russes et anti-impérialistes se déroulent à travers la région à partir de 1905. En mars 1917, la révolution russe s'étend de Moscou et Saint-Pétersbourg aux périphéries de l'empire et offre ainsi une opportunité à l'Église géorgienne de changer son statut.

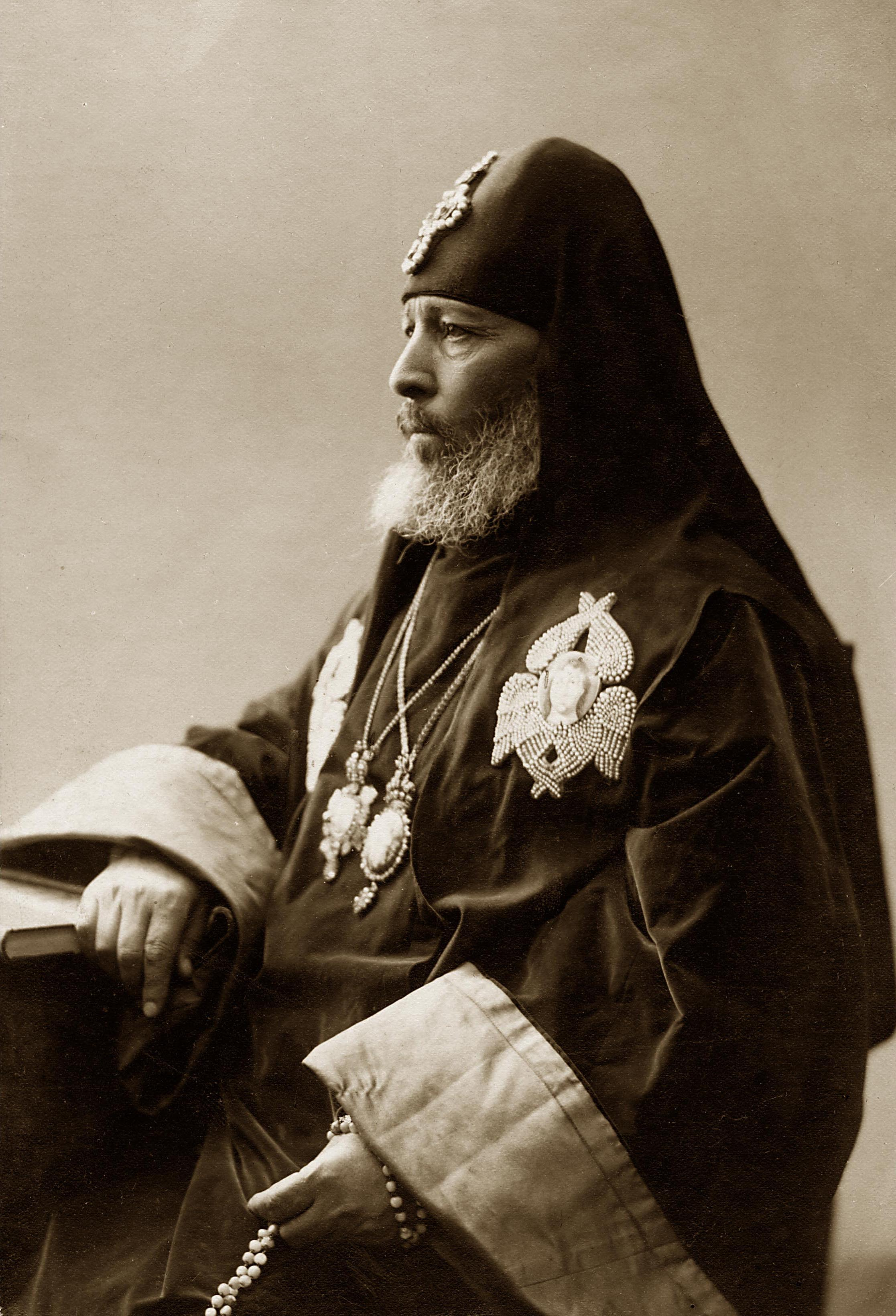
Le catholicos-patriarche Kirion

Le 12 mars 1917, le concile de Mtskheta déclara devant une foule de près de 10 000 personnes le rétablissement du catholicossat-patriarcat de toute la Géorgie. L'évêque Léonide de Gourie-Mingrélie est nommé chef par intérim de l'Église. Toutefois, cette déclaration n'est pas reconnue par le patriarcat œcuménique de Constantinople ou par Moscou, qui considèrent la région sous la domination de l'exarchat de Géorgie. L'exarque Platon Rojdestvenski décida de rester dans le pays malgré les demandes populaires. Un conflit constitutionnel s'engage alors entre le gouvernement provisoire transcaucasien et le Saint-Synode russe. Une solution est toutefois trouvée à Pétrograd : Tiflis reconnaît l'autocéphalie de l'Église orthodoxe géorgienne, sans lui attribuer de frontières, ce qui laisse une situation selon laquelle les Russes de Géorgie restent sous la direction de l'exarchat, tandis que les Géorgiens ont le choix de rentrer sous domination spirituelle du catholicossat-patriarcat.
Le Synode russe change alors de statut pour la Géorgie et fonde l'exarchat du Caucase, sous direction du même Platon, le 6 octobre 1917. Cette décision rencontre une nouvelle opposition parmi les autorités géorgiennes qui considèrent illégitimes la présence de deux Églises dans la même région. Les Géorgiens proposent alors la création d'une éparchie russe dépendante de Mtskheta, mais Moscou refuse la proposition et menace de prendre pouvoir de l'éparchie de Soukhoumi. En réponse, un nouveau concile géorgien se réunit et confirme la déclaration d'autocéphalie de mars 1917, en choisissant l'évêque Kirion (Sadzaghlichvili) comme catholicos-patriarche.

## Liste des exarques
- 1811 - 1817 : Varlam (Eristavi)
- 1817 - 1821 : Teophilakte (Roussanov)
- 1821 - 1832 : Iona (Vassilevski)
- 1832 - 1834 : Mose (Bogdanov-Platonov)
- 1834 - 1844 : Yevgueni (Bajanov)
- 1844 - 1858 : Isidore (Nikolski)
- 1858 - 1877 : Evseni (Ilinski)
- 1877 - 1882 : Joannice (Roudnev)
- 1882 - 1887 : Pavel (Lebedev)
- 1887 - 1892 : Palladi (Raev-Pisarev)
- 1892 - 1898 : Vladimir (Bogoïavlenski)
- 1898 - 1901 : Flaviane (Gorodetski)
- 1901 - 1905 : Alexeï Ier Opotski
- 1905 - 1906 : Nikolaï Nalimov
- 1906 - 1908 : Nikon Sofiski
- 1908 - 1913 : Innokenti Beliaev
- 1913 - 1914 : Alexeï II Moltchanov
- 1914 - 1915 : Piterim Oknov
- 1915 - 1917 : Platon Rojdestvenski